# William M. Tweed

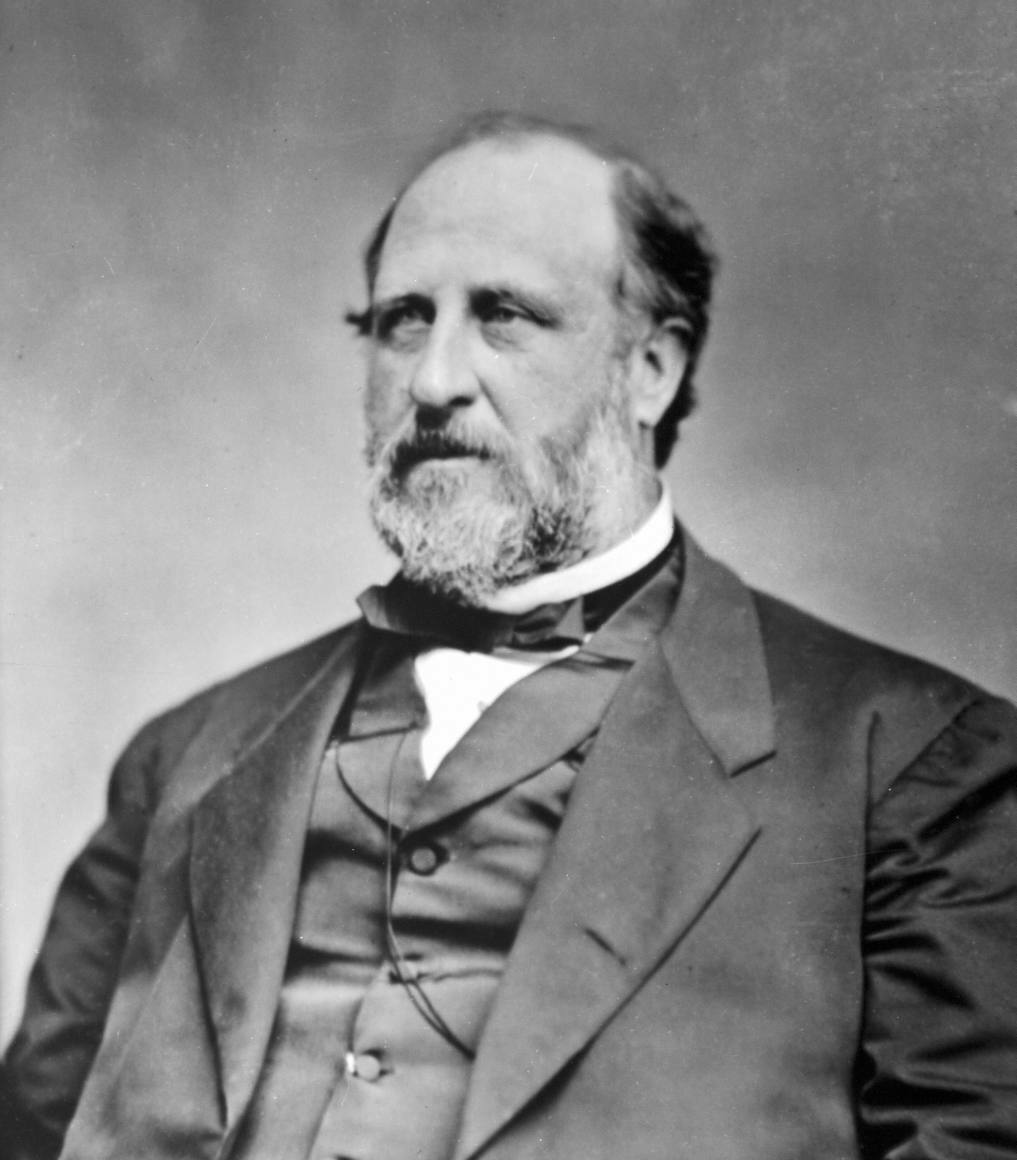
William M. "Boss" Tweed 1870.

William Magear "Boss" Tweed, född 3 april 1823, död 12 april 1878 i New York i New York, var en amerikansk politiker. Han var under 1800-talet politisk boss för Tammany Hall, en inflytelserik partiapparat för Demokratiska partiet i New York.
William M. Tweed dömdes för att ha stulit mellan 25 miljoner och 45 miljoner USD från New Yorks skattebetalare, genom korruption. Vid senare uppskattningar av den korruption som Tweed låg bakom, var summan i själva verket runt 200 miljoner USD. I 2010 års penningvärde omfattar 25 miljoner till 200 miljoner USD idag mellan 1 och 8 miljarder USD.